# 関田将人
関田 将人（せきた まさと、1985年5月27日 -）は、吉本興業所属のお笑い芸人。新潟県三条市（旧南蒲原郡下田村）出身。よしもと新潟県住みます芸人。

## 概要
新潟県立加茂高等学校卒業。以前は『猫デココ』というコンビで活動していたが、2014年11月末で解散、ピン芸人となる。吉本興業の「よしもと新潟県住みます芸人」として新潟市に在住し、新潟県を拠点としたテレビレポーター、ラジオパーソナリティとして活躍している。

## 出演

### 現在
- 新潟一番サンデープラス（テレビ新潟）MC 2024年6月2日 -[3]
- 夕方ワイド新潟一番（テレビ新潟）金曜日中継リポーター[4]
- 新潟炊きたてバラエティーおにぎりハウス（テレビ新潟）中継リポーター
- GO!GO!PARTY〜ゴゴパリ〜（エフエムラジオ新潟）月・火曜日担当
- 新潟アルビレックスBBアリーナDJ（2020-21シーズン～[5]）

### 過去
- SOUND SPLASH[1]（エフエムラジオ新潟）月・火・水曜日担当
- 弥彦ジャンタロウ（弥彦競輪場）[6]
- NSTみんなのKEIBA（NST新潟総合テレビ）MC

## 家族について
妻がおり、鬼嫁としてメディアに取り上げられたことがある。